# Rana amurensis
Rana amurensis е вид земноводно от семейство Водни жаби (Ranidae).

## Разпространение
Видът е разпространен в Китай, Монголия, Русия и Северна Корея.